# Stazione di Finaghy
La stazione di Finaghy ( in inglese britannico Finaghy railway station) è una stazione ferroviaria che fornisce servizio a Finaghy, contea di Antrim, Irlanda del Nord. Attualmente le linee che vi passano sono la Belfast-Newry, la Belfast-Bangor e soprattutto la Dublino-Belfast, che però non fa fermata qui. La ferrovia fu aperta il 9 febbraio 1907.

## Treni
Da lunedì a sabato c'è un treno ogni mezzora verso Portadown o Newry in una direzione e verso Bangor o Belfast nell'altra, con treni aggiuntivi nelle ore di punta. Di domenica c'è un treno per ogni direzione ogni ora.

## Servizi ferroviari
- Intercity Dublino–Belfast
- Belfast-Newry
- Belfast-Bangor

## Servizi
- Servizi igienici
- Capolinea autolinee
- Biglietteria a sportello
- Biglietteria self-service
- Distribuzione automatica cibi e bevande